# Canton de Seuil-d'Argonne
Le canton de Seuil-d'Argonne est une ancienne division administrative française du département de la Meuse.
Le canton est créé en 1790 sous la Révolution française sous le nom de canton de Triaucourt. À la suite de la création de la commune de Seuil-d'Argonne en 1973, la structure est renommée canton de Seuil-d'Argonne. À la suite du redécoupage cantonal de 2014, le canton est supprimé.

## Géographie
Ce canton est organisé autour du chef-lieu Seuil-d'Argonne et fait partie intégralement de l'arrondissement de Bar-le-Duc. Son altitude varie de 146 m (Beaulieu-en-Argonne) à 343 m (Les Trois-Domaines) pour une altitude moyenne de 237 m. Sa superficie est de 201,90 km2.

## Histoire
Le canton de Triaucourt fait partie du district de Clermont & Varennes, créé par le décret du 30 janvier 1790 et qui sera simplifié en district de Clermont.
Après la suppression des districts en 1795, le canton intègre l'arrondissement de Bar-le-Duc lors de la création de celui-ci en 1801.
En 1947, la commune chef-lieu Triaucourt devient Triaucourt-en-Argonne, le canton est renommé en conséquence.
Le 1er janvier 1973, les communes de Triaucourt-en-Argonne, Pretz et Senard fusionnent pour former la nouvelle commune de Seuil-d'Argonne, le canton devient donc le canton de Seuil-d'Argonne en 1979.
À la suite du redécoupage cantonal de 2014, le canton est supprimé. Toutes les communes se retrouvent intégrées dans le nouveau canton de Dieue-sur-Meuse.

## Composition
Le canton de Seuil-d'Argonne réunit les 13 communes de :
| Nom                                     | Code Insee | Intercommunalité         | Superficie (km2) | Population (dernière pop. légale) | Densité (hab./km2) |
| --------------------------------------- | ---------- | ------------------------ | ---------------- | --------------------------------- | ------------------ |
| Seuil-d'Argonne (bureau centralisateur) | 55517      | CC De l'Aire à l'Argonne | 25,44            | 523 (2022)                        | 21                 |
| Autrécourt-sur-Aire                     | 55017      | CC De l'Aire à l'Argonne | 10,85            | 112 (2022)                        | 10                 |
| Beaulieu-en-Argonne                     | 55038      | CC De l'Aire à l'Argonne | 29,56            | 39 (2022)                         | 1,3                |
| Beausite                                | 55040      | CC De l'Aire à l'Argonne | 25,41            | 256 (2022)                        | 10                 |
| Brizeaux                                | 55081      | CC De l'Aire à l'Argonne | 8,33             | 62 (2022)                         | 7,4                |
| Èvres                                   | 55185      | CC De l'Aire à l'Argonne | 11,65            | 89 (2022)                         | 7,6                |
| Foucaucourt-sur-Thabas                  | 55194      | CC De l'Aire à l'Argonne | 9,92             | 61 (2022)                         | 6,1                |
| Ippécourt                               | 55251      | CC De l'Aire à l'Argonne | 10,62            | 94 (2022)                         | 8,9                |
| Lavoye                                  | 55285      | CC De l'Aire à l'Argonne | 10,02            | 145 (2022)                        | 14                 |
| Nubécourt                               | 55389      | CC De l'Aire à l'Argonne | 27,52            | 249 (2022)                        | 9                  |
| Pretz-en-Argonne                        | 55409      | CC De l'Aire à l'Argonne | 9,89             | 61 (2022)                         | 6,2                |
| Les Trois-Domaines                      | 55254      | CC De l'Aire à l'Argonne | 16,49            | 121 (2022)                        | 7,3                |
| Waly                                    | 55577      | CC De l'Aire à l'Argonne | 6,2              | 57 (2022)                         | 9,2                |

## Représentation

### Conseillers d'arrondissement du canton de Triaucourt (de 1833 à 1940)
| Période                                  | Période      | Identité                             | Étiquette   | Qualité |
| ---------------------------------------- | ------------ | ------------------------------------ | ----------- | --- |
| 1833                                     | 1837         | Paulin Gillon                        |             | Ancien Secrétaire général de Préfecture, rentier à Bar-le-Duc Élu conseiller général du canton de Vavincourt |
| 1837                                     | 1842         | M. Géminel                           |             | Juge de paix à Triaucourt                                                                                    |
| 1842                                     | 1848         | Mélisse Estienne (1794-1858)         |             | Ancien officier, chef de bataillon de la Garde nationale, propriétaire à Deuxnouds                           |
| 1848                                     | 1871         | Vincent Constant Georges (1806-1886) |             | Marchand, propriétaire, juge de paix à Triaucourt                                                            |
| 1871                                     | 1886         | Spéry Antoine (1831-1911)            |             | Notaire à Triaucourt                                                                                         |
| 1886                                     | 1892         | Juste Alexis Edmond Mignien          | Républicain | Notaire, propriétaire à Nubécourt                                                                            |
| 1892                                     | 1907         | Gabriel Gérard                       |             | Maire d'Ippécourt                                                                                            |
| 1907                                     | 1919         | Victor Léon Joyeux                   |             | Notaire, maire de Triaucourt                                                                                 |
| 1919                                     | 1928 (décès) | Emile-René Ogier (1867-1928)         |             | Herbager à Foucaucourt-sur-Thabas                                                                            |
| 1929                                     | 1934         | Léon Bry                             | RG          | Maire de Triaucourt                                                                                          |
| 1934                                     | 1940         | M. Quantin                           |             | Agriculteur, maire d'Autrécourt                                                                              |
| 1940                                     |              |                                      |             | Les conseils d'arrondissement ont été suspendus par la loi du 12 octobre 1940 et n'ont jamais été réactivés  |
| Les données manquantes sont à compléter. |              |                                      |             | |

### Conseillers généraux du canton de Triaucourt (de 1833 à 1979)
| Période                                  | Période      | Identité                                          | Étiquette              | Qualité |
| ---------------------------------------- | ------------ | ------------------------------------------------- | ---------------------- | --- |
| Les données manquantes sont à compléter. |              |                                                   |                        | |
| 1833                                     | 1848         | Jean Landry Gillon (1788-1856)                    | Majorité ministérielle | Avocat, Procureur général près la Cour d'Amiens Ancien Premier adjoint au maire de Bar-le-Duc (1827-1830) Député (1830-1848) |
| 1848                                     | 1880         | Baron Victor Louis de Benoist (1815-1896)         | Majorité dynastique    | Agronome, Propriétaire Maire de Waly (1852-1896) Député (1858-1870)                                                          |
| 1880                                     | 1892         | Antoine Joseph René Gillet                        | UR                     | Docteur en médecine Maire de Beauzée-sur-Aire (1876-1877, 1877-) Député(1885-1889)                                           |
| 1892                                     | 1898         | Juste Alexis Edmond Mignien                       | Républicain            | Notaire, propriétaire à Nubécourt, conseiller d'arrondissement                                                               |
| 1898                                     | 1919         | Antoine Joseph René Gillet                        | UR                     | Docteur en médecine Maire de Beauzée-sur-Aire (1904-1914)                                                                    |
| 1919                                     | 1920 (décès) | Lucien Poincaré (1862-1920)                       | AD                     | Scientifique, Directeur de l'Enseignement Secondaire au Ministère de l'Instruction publique et des Beaux-Arts                |
| 1920                                     | 1934 (décès) | Raymond Poincaré (frère du précédent) (1860-1934) | AD                     | Président du Conseil Général (1910-1912 et 1920-1934) Ancien Président de la République (1913-1920) Sénateur (1920-1934)     |
| 1934                                     | 1940         | Léon Bry                                          | Républicains de gauche | Agriculteur Maire de Triaucourt-en-Argonne, conseiller d'arrondissement Nommé conseiller départemental en 1943               |
|                                          |              |                                                   |                        | |
| 1945                                     | 1949         | Léon Bry (1886-1964)                              | DVD                    | Agriculteur Maire de Triaucourt-en-Argonne                                                                                   |
| 1949                                     | 1967         | Germain Guérard (1900-1971)                       | DVD                    | Agriculteur Maire de Bulainville                                                                                             |
| 1967                                     | 1979         | Ernest Bassuel                                    | DVG puis PS            | Expert agricole Maire de Brizeaux                                                                                            |

### Conseillers généraux du canton de Seuil-d'Argonne (de 1979 à 2015)
| Période | Période          | Identité                    | Étiquette     | Qualité |
| ------- | ---------------- | --------------------------- | ------------- | --- |
| 1979    | 1992 (démission) | Gérard Longuet (né en 1946) | UDF puis UMP  | Député (1978-1981, 1988-1993) Député européen (1984-1986) Secrétaire d'État puis Ministre (1986-1988, 1993-1994, 2011-2012) |
| 1992    | 1995 (démission) | Arsène Lux (né en 1935)     | Apparenté RPR | Préfet, ancien Directeur de l'administration pénitentiaire Député (1993-1997)                                               |
| 1995    | 1998             | René Gigout                 | DVD           | Médecin Maire de Seuil-d'Argonne                                                                                            |
| 1998    | 2011             | Olivier Chazal              | UDF puis UMP  | Responsable informatique Maire de Lavoye (2001-2014)                                                                        |
| 2011    | 2015             | Dominique Maréchal          | UMP           | Enseignant Maire de Beausite (2001-2014)                                                                                    |

## Démographie
| 1975  | 1982  | 1990  | 1999  | 2006  | 2011  | 2012  |
| ----- | ----- | ----- | ----- | ----- | ----- | ----- |
| 2 251 | 2 083 | 1 981 | 1 886 | 1 905 | 1 902 | 1 880 |